# Margaret (pel·lícula de 2009)
Margaret és una ficció per a televisió del 2009 creada Great Meadow Productions per la BBC. És un ficcionalització de la vida de Margaret Thatcher (interpretada per Lindsay Duncan) i la seua caiguda de la presidència en les eleccions de 1990, amb remembrances contant la història de la derrota de Thatcher per Edward Heath en les eleccions del partit conservador de 1975.

## Repartiment
| - Lindsay Duncan - Margaret Thatcher, Primer Ministre - Ian McDiarmid - Denis Thatcher, Espòs del Primer Ministre - Robert Hardy - Willie Whitelaw, L'ex viceprimer ministre i ministre de l'Interior - James Fox - Charles Powell, Assessor de Política Exterior del Primer Ministre i Secretari Privat - Rupert Vansittart - Peter Morrison, Assessor parlamentari del primer ministre - Alan Cox - Gordon Reece, Assessor de premsa del primer ministre - Christian McKay - John Whittingdale, Secretari polític del primer ministre - Oliver Le Sueur - Mark Thatcher, fill del primer ministre - Olivia Poulet - Carol Thatcher, filla del primer ministre - Kevin McNally - Kenneth Clarke, Secretari d'educació - Roy Marsden - Norman Tebbit, exministre del gabinet - Nicholas Rowe - Malcolm Rifkind, Scotland Secretary - Michael Maloney - John Major, Ministre d'Economia - Roger Allam - John Wakeham, el Secretari d'energia (Allam tindria un paper a The Iron Lady, una gran producció sobre Thatcher en el càrrec) - Nicholas Jones - Tim Renton, oposició - Tim McMullan - William Waldegrave, Ministre d'Afers Exteriors - Nicholas Le Provost - Douglas Hurd, Foreign Secretary - Michael Cochrane - Alan Clark, El Ministre de Defensa i partidari de Thatcher (Cochrane també passà per tenir un paper en la The Iron Lady) - John Sessions - Geoffrey Howe, Primer ministre i líder de la Cambra dels Comuns (Sessions també tindria un paper en la The Iron Lady) | - Philip Jackson - Bernard Ingham, Secretari de premsa del Primer Ministre - Roger Ashton-Griffiths - John Sergeant, Reporter d'ITV - Oliver Cotton - Michael Heseltine, L'exsecretari de Defensa - Guy Henry - Tristan Garel Jones, oposició - Diana Kent - Margaret King - Elizabeth Bennett - Sue Mastriforte - Julian Firth - Norman Lamont, el Secretari en cap del Tresor - Rosemary Leach - Reina Elisabet II - Douglas McFerran - MP2 - Nigel Le Vaillant - Edward Heath, Líder conservador anterior i antic Primer Ministre - Dermot Crowley - Airey Neave, Mànager de campanya de Thatcher el 1975 - Ian Hughes - John Gummer - Nicholas Day - Cranley Onslow - Paul Jesson - Kenneth Baker - Charlotte Asprey - Caroline Stephens, secretària de Thatcher, esposa de Lord Ryder de Wensum - Jenny Howe - Cynthia Crawford - Tim Wallers - MP1 - Martin Chamberlain - Nigel Lawson - Mark Perry - John MacGregor - George Pensotti - President de la Cambra dels Comuns - Francis Maguire - Oficial |